# Урмары
Урма́ры (чув. Вăрмар) — посёлок городского типа (с сельским населением как сельский населённый пункт с декабря 2005 года) в Чувашской Республике Российской Федерации. Административный центр Урмарского муниципального округа.

## История
Ранее Урмары назывались деревней Малые Урмары. В 1775 году по указу Екатерины II, была проведена реформа местного самоуправления; согласно реформе, вместо Казанского уезда была организована Казанская губерния. В то время в деревне Малые — Урмары числилось 649 ревизских душ.
1782 год: образован Цивильский уезд и тогда же образовалась Мало — Урмарская волость. Тансарево и Ковали были в составе этой волости.
1859 год: В Малых Урмарах начислялось 449 дворов и 2556 жителей.
1883 год: околотки, входящие в состав Малые Урмары, как самостоятельные административные единицы разделились в 1883 году, с тех пор все околотки стали именоваться деревней.
Возникновение Урмар связано со строительством железной дороги Москва—Казань; первые упоминания о станции Урмары относятся к 1893 году. 
Постепенно Урмары превращаются в торговый центр: здесь размещаются многочисленные торговые заведения, склады и холодильники, строятся одноэтажные жилые дома, также была построена водобашня, с помощью которой заправлялись паровозы. Благодаря близости обширного дубового лесного массива возникает производство мебели, продукция этой фабрики в основном сбывается за рубеж.
В 1927 году Урмары становятся районным центром, в 1947 году — поселком городского типа В поселке родился Герой Советского Союза Анатолий Казаков.

## Органы власти

Флаг городского поселения

В рамках организации местного самоуправления с 2004 по 2022 гг. в граница пгт существовало муниципальное образование Урмарское городское поселение  . Упразднено законом от 29 марта 2022 года в рамках преобразования муниципального района со всеми входившими в его состав поселениями путём их объединения в муниципальный округ . С 1 января 2023 года функционирует Урмарский  территориальный отдел .

## Население
| 1959  | 1970  | 1979  | 1989  | 1992  | 1993  | 1997  | 2001  |
| ----- | ----- | ----- | ----- | ----- | ----- | ----- | ----- |
| 2380  | ↗3918 | ↗4687 | ↗6016 | ↗6400 | →6400 | ↗6800 | ↗7000 |
| 2002  | 2005  | 2010  | 2012  | 2013  | 2014  | 2015  | 2016  |
| ↘6316 | ↘6300 | ↘5679 | ↘5577 | ↘5496 | ↘5446 | ↗5465 | ↗5479 |
| 2017  | 2018  | 2019  | 2020  | 2021  |       |       |       |
| ↘5427 | ↘5412 | ↗5472 | ↘5420 | ↘5290 |       |       |       |

## Инфраструктура
Административные здания и общественные учреждения расположены в центре посёлка, в северо-западной части размещены в основном одноэтажные строения.

## Экономика
Ведущей отраслью промышленности являлась лесная и деревообрабатывающая, ранее представленная Урмарской мебельной фабрикой. Здесь выпускалось более 60 наименований мебели, в том числе 7 наборов мебели, более 70 % которой относится к изделиям художественных промыслов, однако в начале XXI фабрика прекратила свое существование. На данный момент на территории мебельной фабрики находятся разные производства по деревообработке, где заняты около 300 человек.
Лёгкая промышленность: на Урмарской швейной фабрике производится более 20 видов швейных и художественных изделий. В 1998 здесь организован центр по возрождению традиционального чувашского национального костюма, работающий по заказам народных театров и творческих коллективов республики.

## Культура
В поселке функционируют средняя школа (с 2005 года), ДОСААФ, больница (несколько комплексов), детско-юношеская спортивная школа, бассейн, детская школа искусств, музей, 2 библиотеки. 
Издаётся районая газета «Хĕрлĕ ялав» на чувашском языке.

### Спорт
В урмарском Доме спорта (1980) функционируют множество спортивных секций: футбол, волейбол, хоккей, лёгкая атлетика, велоспорт, тяжелая атлетика, самбо. Есть в посёлке и спортивный комплекс (бассейн) «ИЛЕМ».